# Margreeth de Boer
Margaretha (Margreeth) de Boer (Amsterdam, 16 april 1939) is een Nederlandse voormalige politica van PvdA-huize.

## Jeugd en loopbaan
Margreeth de Boer werd op 16 april 1939 geboren in Amsterdam uit Friese ouders. Van 1965 tot 1970 was zij maatschappelijk werker bij de Jellinekkliniek in Amsterdam. Van 1980 tot 1983 was zij hoofd Personeelszaken van de Dienst Sociale Werkvoorziening in Amsterdam. Van 1983 tot 1987 was zij hoofd Sociale en Algemene Zaken en plaatsvervangend directeur van de Dienst Sociale Werkvoorziening Zaanstad.

## Politieke loopbaan[2]
In 1970 werd De Boer geïnstalleerd als lid van de gemeenteraad van Wormer. Tot 1978 was zij daar fractievoorzitter van de PvdA. Van 1974 tot 1978 was zij lid van het Dagelijks bestuur en portefeuillehouder Economische en Culturele zaken van Intergemeentelijk Samenwerkingsverband Waterland. Van 1978 tot 1992 was zij lid van de Provinciale Staten van Noord-Holland. Van 1985 tot 1987 was zij daar fractievoorzitter van de PvdA. Van 1987 tot 1993 was zij Lid van het College van Gedeputeerde Staten van Noord-Holland, met als portefeuilles Ruimtelijke Ordening, Volkshuisvesting en Openbaar Vervoer.
Op 1 januari 1993 werd De Boer benoemd tot commissaris van de Koningin in de provincie Drenthe. Anderhalf jaar later ruilde ze het provinciehuis in Assen in voor het ministerschap op het ministerie van VROM, van 1994 tot en met 1998 in het eerste paarse kabinet. Daar heeft zij onder andere intensief samengewerkt met Angela Merkel, die in dezelfde periode minister van Milieu in Duitsland was.
In 1998 bedankte ze voor nog een termijn als minister, na eerder al het burgemeesterschap van de gemeente Amsterdam te hebben geweigerd. De Boer werd lid van de Tweede Kamer der Staten-Generaal na de verkiezingen van 1998. Zij werd voorzitter van de Commissie Buitenlandse Zaken van de Tweede Kamer en woordvoerder Grote Stedenbeleid en Energie. In november 2001 werd zij gevraagd om waarnemend burgemeester van Leeuwarden te worden, nadat partijgenote Loekie van Maaren had moeten aftreden. Op 2 oktober 2002 werd De Boer geïnstalleerd als "normaal" burgemeester; ze vervulde het burgemeesterschap van de Friese hoofdstad tot haar 65ste verjaardag. In augustus 2010 werd De Boer waarnemend burgemeester van Hoogeveen, als opvolger van de in mei 2010 overleden Helmer Koetje. Zij werd in februari 2011 opgevolgd door Karel Loohuis.

## Nevenfuncties
- Zij was medeoprichter van MVO Nederland, met Willem Lageweg en prof. Henk van Luijk. Vanaf 2004 tot 2008 was zij voorzitter van het bestuur.
- Vanaf de oprichting in 2003 tot 2013 was zij voorzitter van de raad van toezicht van Nederlands topinstituut voor watertechnologie Wetsus.
- Van 2003 tot 2013 was zij lid van de Raad van Commissarissen van Shell Nederland.
- Van 2004 tot 2012 was zij president-commissaris van WPG Uitgeverijen. Van 2004 tot 2012 was zij tevens voorzitter van de raad van commissarissen van Afvalsturing Friesland.
- Van 2004 tot 2013 was zij voorzitter van de raad van toezicht van de Universiteit Wageningen.
- In 2006 was zij voorzitter van de Onderzoekscommissie[4] Bos en Lommerplein, naar de oorzaken van het instortgevaar van de parkeergarage, het winkelcentrum en de woningen op dat plein.
- Van 2007 tot 2010 was De Boer voorzitter van de raad van toezicht van het Universitair Medisch Centrum Groningen (UMCG). Sinds 2002 was ze daar al lid van de raad van toezicht.[5]
- Van 2008 tot 2013 was zij voorzitter van de Raad voor de Wadden.[6]
- Van 2010 tot 2016 was zij lid van de raad van toezicht van Staatsbosbeheer.
- Zij was voorzitter van de commissie die de kandidatenlijst van de PvdA voor de Tweede Kamerverkiezingen 2012 samenstelde.
- In 2017 was zij voorzitter van de Onderzoekscommissie WMD, die het advies "Helder water, helder bestuur"[7] maakte.

## Trivia
- De Boer is pleitbezorger van het begrip "onthaasten".
- Zij heeft namens de Europese Unie de onderhandelingen over het Kyoto Protocol gevoerd en uitonderhandeld. Nederland was op dat moment (eerste helft 1997) voorzitter van de Europese Unie.
- In 1998 werd zij Officier in de Orde van Oranje - Nassau.
- In 2002 was zij voorzitter van de PvdA-commissie die de verkiezingsnederlaag onderzocht. Dit resulteerde in het rapport De kaasstolp voorbij.